# Fyresdal (plaats)
Fyresdal is een plaats in de Noorse gelijknamige gemeente Fyresdal in de provincie Telemark. Fyresdal telt 373 inwoners (2007) en heeft een oppervlakte van 0,75 km². Het dorp wordt ook Moland genoemd.